# Love Generation (Lied)
Love Generation ist ein Song des französischen Musikproduzenten Bob Sinclar, der am 13. Oktober 2005 über dessen Musiklabel Yellow Productions und das britische Musiklabel Defected Records veröffentlicht wurde. Gesungen wurde der Song vom jamaikanischen Reggae-Musiker Gary Pine.

## FIFA-Version
Anlässlich der FIFA Fußball-Weltmeisterschaft 2006 in Deutschland wurde im Dezember 2005 eine zusätzliche Version des Liedes unter der Interpretenangabe „Bob Sinclar presents Goleo VI feat. Gary „Nesta“ Pine“ veröffentlicht.

## Kommerzieller Erfolg

### Chartplatzierungen
Love Generation erreichte die Chartspitze der Singlecharts in Australien, Belgien, Deutschland und Österreich.
| ChartsChartplatzierungen     | Höchstplatzierung | Wochen |
| ---------------------------- | ----------------- | ------ |
| Deutschland (GfK)            | 1 (45 Wo.)        | 45     |
| Frankreich (SNEP)            | 3 (24 Wo.)        | 24     |
| Österreich (Ö3)              | 1 (39 Wo.)        | 39     |
| Schweiz (IFPI)               | 2 (78 Wo.)        | 78     |
| Vereinigtes Königreich (OCC) | 12 (27 Wo.)       | 27     |

| ChartsJahrescharts (2005) | Platzierung |
| ------------------------- | ----------- |
| Frankreich (SNEP)         | 45          |

| ChartsJahrescharts (2006) | Platzierung |
| ------------------------- | ----------- |
| Deutschland (GfK)         | 1           |
| Österreich (Ö3)           | 2           |
| Schweiz (IFPI)            | 3           |

| ChartsJahrescharts (2000–2009) | Platzierung |
| ------------------------------ | ----------- |
| Österreich (Ö3)                | 15          |

### Auszeichnungen für Musikverkäufe
| Land/Region                  | Auszeichnungen für Musikverkäufe (Land/Region, Auszeichnung, Verkäufe) | Verkäufe |
| ---------------------------- | ---------------------------------------------------------------------- | -------- |
| Australien (ARIA)            | Platin                                                                 | 70.000   |
| Belgien (BRMA)               | Platin                                                                 | 50.000   |
| Dänemark (IFPI)              | Platin                                                                 | 8.000    |
| Frankreich (SNEP)            | Silber                                                                 | 100.000  |
| Italien (FIMI)               | Gold                                                                   | 35.000   |
| Neuseeland (RMNZ)            | Platin                                                                 | 30.000   |
| Österreich (IFPI)            | Gold                                                                   | 15.000   |
| Schweden (IFPI)              | Gold                                                                   | 10.000   |
| Schweiz (IFPI)               | Gold                                                                   | 20.000   |
| Spanien (Promusicae)         | Gold                                                                   | 30.000   |
| Vereinigtes Königreich (BPI) | Silber                                                                 | 200.000  |
| Insgesamt                    | 2× Silber · 5× Gold · 4× Platin ·                                      | 568.000  |